# Germarofulvius
Germarofulvius is een geslacht van wantsen uit de familie van de Miridae (Blindwantsen). Het geslacht werd voor het eerst wetenschappelijk beschreven door Herczek & Popov in 1999.

## Soorten
Het genus bevat de volgende soort:

- Germarofulvius raptorius (Germar & Berendt, 1856)